# Sagramoro Corradi
Sagramoro Corradi (o Corradi da Gonzaga) (... – Mantova, 1320) è stato un vescovo cattolico italiano.

## Biografia
Poco si conosce di questo prelato, il cui nome solitamente non compare nella cronotassi dei vescovi di Mantova.
Noto anche come Sagramoso o Sigismondo, era figlio di Albertino Corradi, a sua volta figlio di Bartolomeo Corradi, appartenenti alla famiglia Corradi-Gonzaga, che diede origine alla dinastia dei Gonzaga.
Venne eletto vescovo nel 1307 da papa Clemente V e nel 1311 fu presente a Milano all'incoronazione dell'imperatore Enrico VII. Si adoperò a Mantova per i poveri e gli infermi, sollecitando l'apertura dell'Ospedale della Misericordia. Si schierò contro la politica soverchiatrice del signore della città, Rinaldo dei Bonacolsi, tanto che il pontefice scagliò contro di lui l'anatema come perturbatore della pace e oppressore dei diritti. Lo scontro durò sino alla morte del vescovo, avvenuta nel 1320.